# Писаревка (Староконстантиновский район)
Писаревка (укр. Писарівка) — село в Староконстантиновском районе Хмельницкой области Украины.
Население по переписи 2001 года составляло 161 человек. Почтовый индекс — 31131. Телефонный код — 3854. Занимает площадь 0,698 км². Код КОАТУУ — 6824282607.

## Местный совет
31131, Хмельницкая обл., Староконстантиновский р-н, с. Огиевцы